# Internationale Gartenbauausstellung 1973

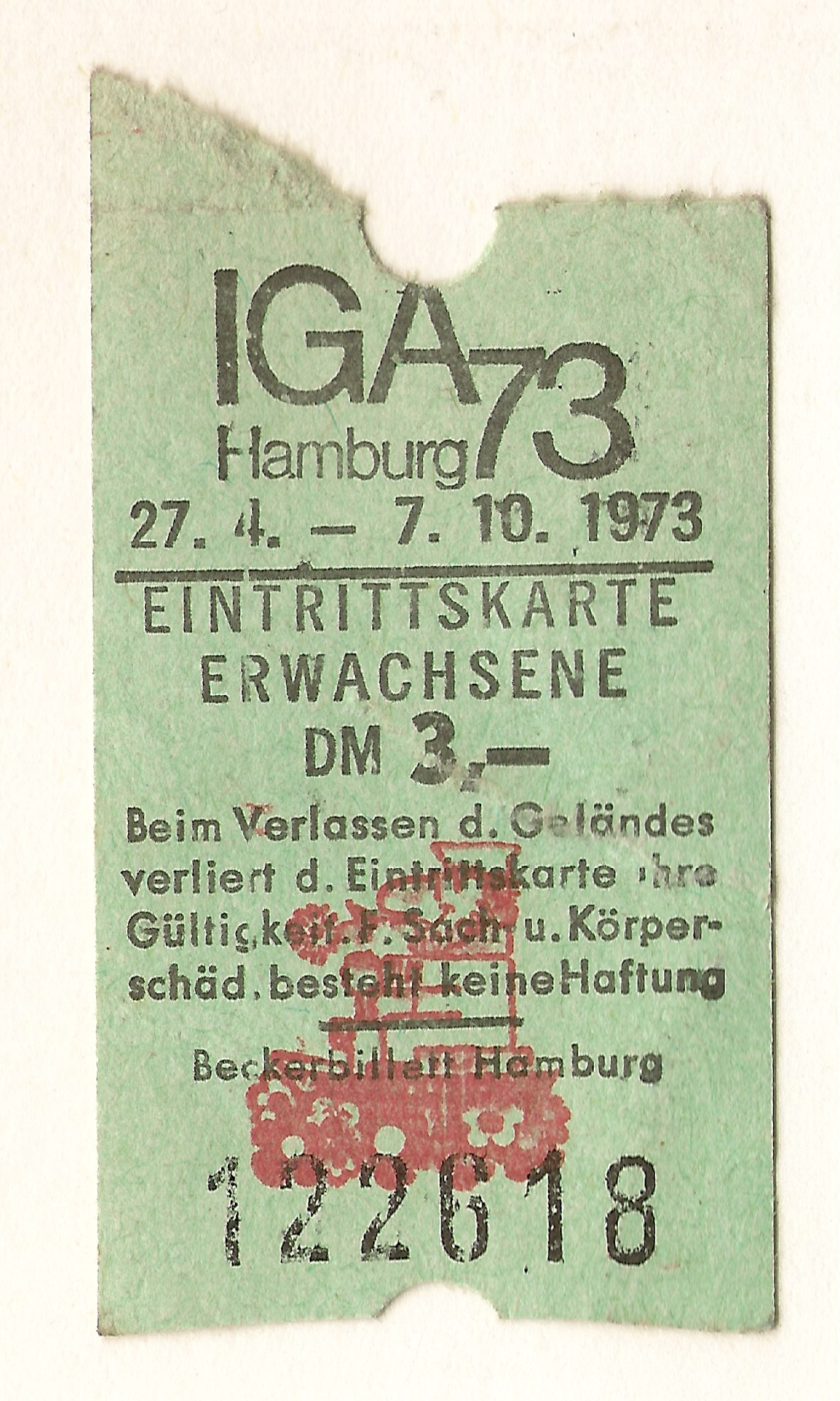
Eintrittskarte

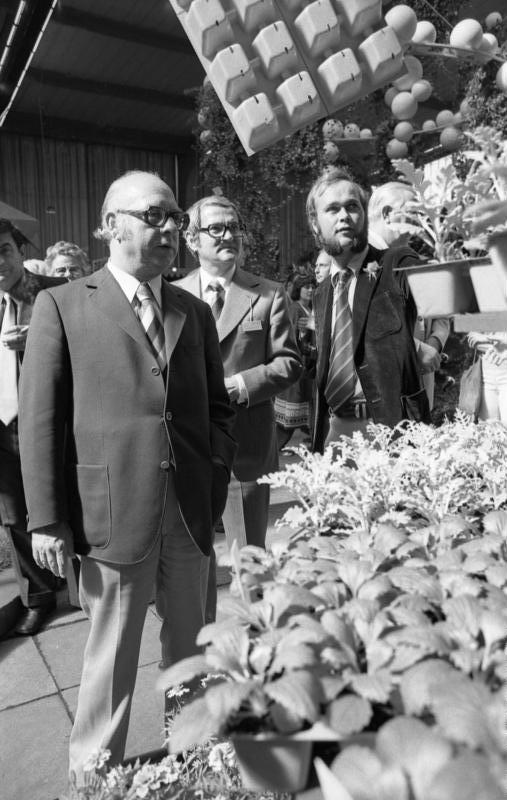
Bundeslandwirtschaftsminister Josef Ertl – vermutlich auf dem Eröffnungsrundgang

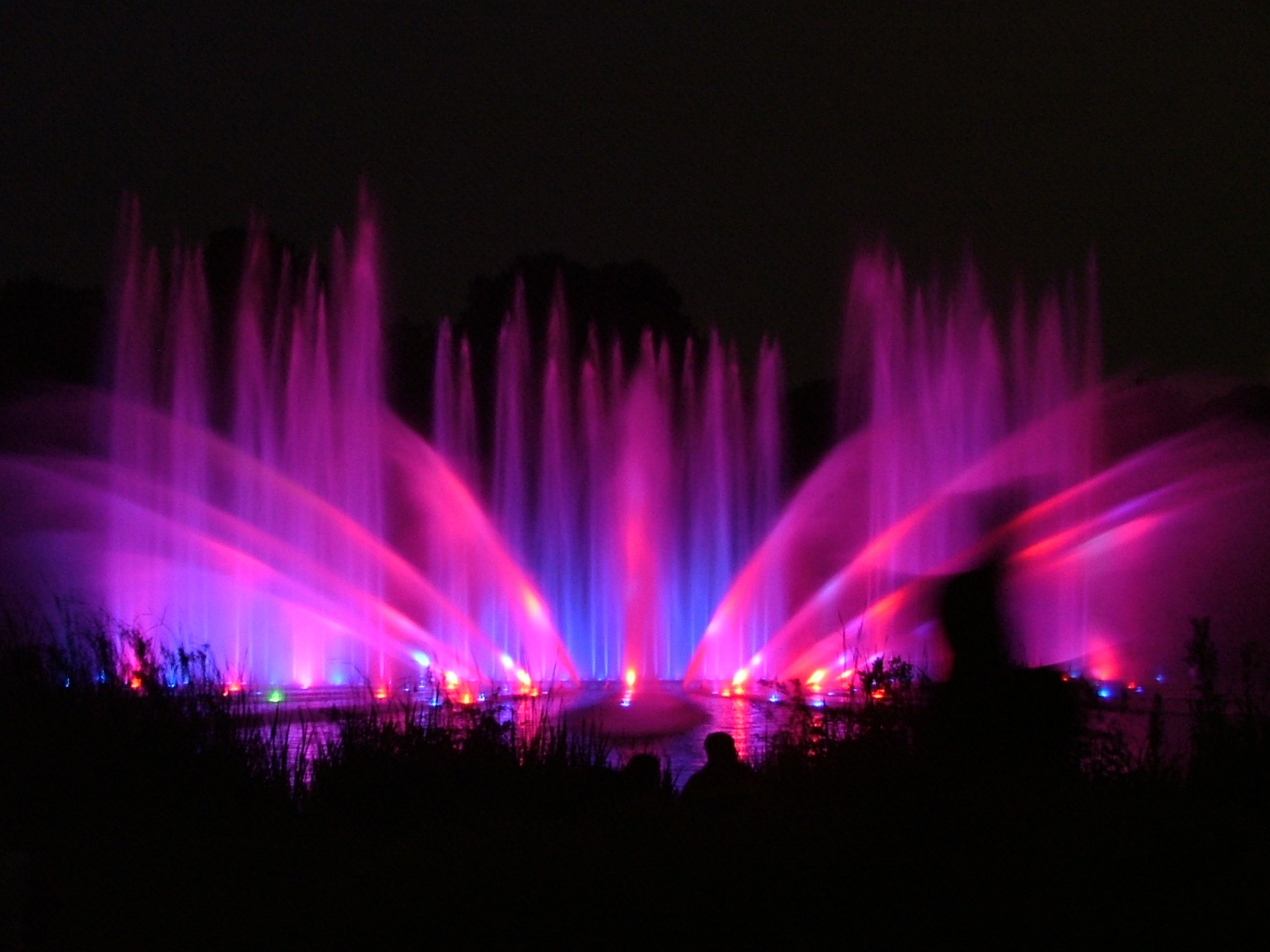
Wasser-Licht-Orgel von 1973

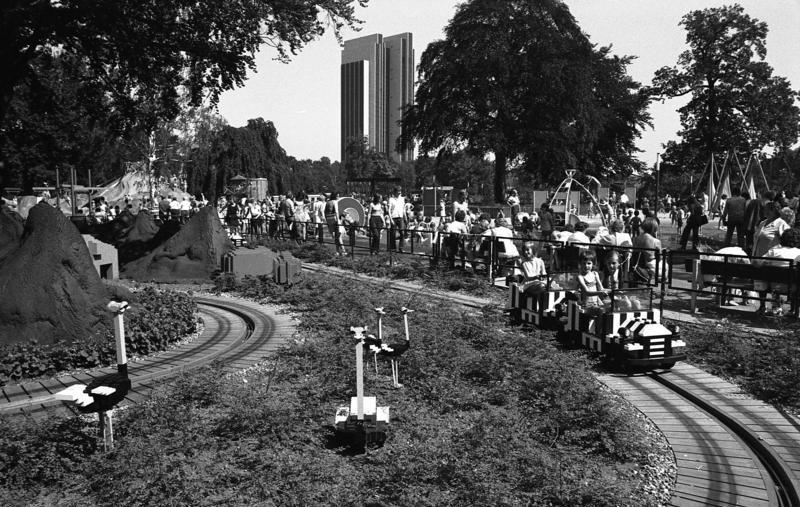
Kindereisenbahn auf dem Ausstellungsgelände

Die Internationale Gartenbauausstellung 1973 (IGA) war zugleich eine Bundesgartenschau. Sie fand vom 27. April bis zum 7. Oktober 1973 in Hamburg statt.

## Vorgeschichte
Die Internationale Gartenbauausstellung 1973 fand in Nachfolge zweier weiterer Internationaler Gartenbauausstellungen, der Internationalen Gartenbauausstellung Hamburg 1953 und der Internationalen Gartenbauausstellung 1963, statt. Wegen der baulichen Entwicklung, die inzwischen am Rand der historischen Parkanlagen stattgefunden hatte, musste jedoch die Ausstellungsfläche neu zugeschnitten werden. Als Ausstellungsgelände vorgesehen waren nun:
- Planten un Blomen,
- der Alte Botanische Garten,
- die Kleinen Wallanlagen,
- der Sievekingplatz,
- die Großen Wallanlagen und
- der Alte Elbpark.

Das war eine Fläche von insgesamt 76 ha.

## Die Gartenbauausstellung
Die Planung lag in den Händen eines zehnköpfigen Teams. Die Marseiller Straße, die zuvor Planten un Blomen und den Alten Botanischen Garten getrennt hatte, wurde tiefergelegt und in einem Abschnitt mit einer Betonplatte abgedeckt, die, gärtnerisch mit Zwergmispeln (Cotoneaster) und Kübelpflanzen gestaltet, nun beide Parkanlagen miteinander verband. Planten un Blomen erhielt einen Wasserspielplatz und eine neue Wasser-Licht-Orgel im Parksee. Sie ersetzte eine Vorgängerin, die zur Internationalen Gartenbauausstellung 1953 dort eingebaut worden war.
In den Wallanlagen wurde der Schwerpunkt auf Freizeitaktivitäten gelegt: Eine 1.800 m2 große Eis- und Rollschuhbahn, Anlagen für Tischtennis und Boccia entstanden, und ein Trimm-dich-Parcours wurde – dem Zeitgeist entsprechend – installiert.
Die internationalen Beiträge stammten aus Großbritannien, Schweden und Italien.

## Abschluss
5,9 Millionen Besucher wurden gezählt. Das war weniger als erhofft. Nach dem Ende der Internationalen Gartenbauausstellung 1973 wurde der Park insgesamt frei zugänglich (für Planten un Blomen war zuvor Eintritt erhoben worden). Die gastronomischen Einrichtungen blieben erhalten. Durch den Rückbau eines Teils der für die Internationale Gartenbauausstellung 1973 errichteten Einbauten und eine Modernisierung der Parkanlagen 1986 sind nur noch begrenzt bauliche Zeugnisse der Gartenbauausstellung erhalten.